# José María Estrada
José María Estrada (1802-1856) foi presidente da Nicarágua entre 10 de abril e 22 de outubro de 1855. Assumiu o poder após a morte de Fruto Chamorro, e foi destituído em outubro de 1855 após o pacto entre William Walker e Ponciano Corral, chefe militar conservador. Foi assassinado no ano seguinte por soldados do Partido Liberal.